# Eiji Kawashima
Eiji Kawashima (川島 永嗣 Kawashima Eiji?, n. 20 martie 1983 în Yono, Saitama) este un fotbalist japonez care joacă pentru clubul  Dundee United.

## Titluri

### Internațional
- Cupa Asiei AFC : 2011
- Cupa Națiunilor Afro-Asiatice : 2007
- Cupa Kirin : 2007, 2008, 2009, 2011

## Legături externe
- ja  Site web oficial
- Eiji Kawashima pe site-ul FIFA (arhivat)
- Eiji Kawashima pe site-ul National-Football-Teams.com